# جيرمين براون
جيرمين براون (بالإنجليزية: Jermaine Brown)‏ (12 يناير 1983 في المملكة المتحدة - ) هو لاعب كرة قدم بريطاني في مركز الوسط. لعب مع كولتشستر يونايتد ونادي أرسنال ونادي ليويس ونادي مارغيت ونادي تشيلمسفورد ونادي ألدرشوت تاون ونادي بوسطن يونايتد.